# Ordre de Joukov
L'ordre de Joukov (en russe : Орден Жукова) est une distinction honorifique de la fédération de Russie, décernée depuis le 9 mai 1994.

## Histoire
Il porte le nom du maréchal soviétique Gueorgui Joukov et a été créé le 9 mai 1994, jour du 49e anniversaire de la victoire sur l'Allemagne nazie le 9 mai 1945.

## Statut
Elle est décernée aux hauts-officiers ayant accompli d'incroyables prouesses en commandement militaire ; elle ne peut être donnée qu'une fois à la personne concernée. Entre 1995 et 1998, elle a été décernée à 100 personnes.

## Insignes

### De 1994 à 2010

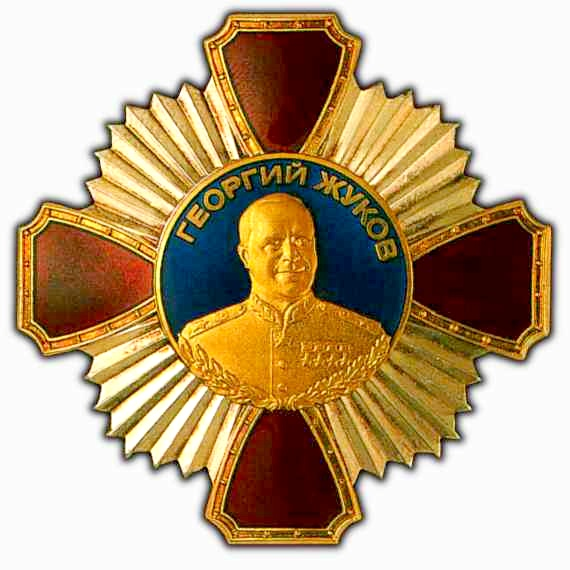
Ordre de Joukov jusqu'au 7 septembre 2010.

L'insigne de l'Ordre de Joukov est une étoile dorée avec quatre boucliers dépassant de la base et placés sur celle-ci comme une croix équilatérale. Les boucliers sont en argent doré, recouverts d'émail rubis. Dans la partie centrale se trouve un médaillon en argent doré de 24 mm de diamètre, recouvert d'émail bleu. Dans la partie supérieure du médaillon est placée l'inscription dorée en arc-de-cercle « Георгий Жуков ». Sur le médaillon figure un buste en relief en argent doré de Joukov, délimitée en bas par des branches de laurier et de chêne.
Au verso du panneau de l'Ordre se trouve une tige filetée avec un écrou pour fixer l'Ordre aux vêtements.
Le ruban de l'Ordre de Joukov est large de 24 mm en soie moirée, sur les bords de deux bandes de couleur dorée de 9 mm de large chacune, au centre - trois bandes : blanche, bleue et rouge de 2 mm chacune.

### Depuis 2010
La refonte de l'ordre de 2010 touche également l'insigne : l'étoile de fond à maintenant des faisceaux argentés et l'insigne est porté fixé à un ruban et non directement avec une tige filetée.

## Source
- (en) Cet article est partiellement ou en totalité issu de l’article de Wikipédia en anglais intitulé « Order of Zhukov » (voir la liste des auteurs).